# José Shaffer
José Alberto Shaffer (Córdoba, 16 de Dezembro de 1985) é um jogador de futebol da Argentina, que joga actualmente na União Desportiva de Leiria. Em 2006, foi emprestado pelo Racing Club de Avellaneda ao clube sueco do Gotemburgo. Não conseguindo atingir a titularidade, acabou por voltar à Argentina. A 27 de Junho de 2009 foi anunciada a sua transferência para o Benfica, por uma verba  de cerca de 1,5 milhões de euros por 100% do passe. Actualmente esta emprestado a União Desportiva de Leiria, onde já fez um dos melhores golos do campeonato.